# Ансон (Мејн)
Ансон (енгл. Anson) насељено је место без административног статуса у америчкој савезној држави Мејн.

## Демографија
По попису из 2010. године број становника је 752, што је 66 (-8,1%) становника мање него 2000. године.
| Група             | 2000.       | 2010.       |
| Белци             | 794 (97,1%) | 732 (97,3%) |
| Афроамериканци    | 0 (0,0%)    | 4 (0,5%)    |
| Азијати           | 0 (0,0%)    | 0 (0,0%)    |
| Хиспаноамериканци | 3 (0,4%)    | 4 (0,5%)    |
| Укупно            | 818         | 752         |